# Echefron (syn Heraklesa)
Echefron (gr. Ἐχέφρων Echéphrōn, łac. Echephron) – w mitologii greckiej syn Heraklesa i Psofis, córki Eryksa (lub Ksantosa). Był bratem bliźniaczym Promachosa. Obu zbudowano wspólny heroon w miejscowości Psofis. Informacje o nim podaje Pauzaniasz.